# Gorzów Śląski (gemeente)
De gemeente Gorzów Śląski is een stad- en landgemeente in het Poolse woiwodschap Opole, in powiat Oleski.
De zetel van de gemeente is in Gorzów Śląski.
Op 30 juni 2006 telde de gemeente 7693 inwoners.

## Oppervlaktegegevens
In 2002 bedroeg de totale oppervlakte van gemeente Gorzów Śląski 154,12 km², waarvan:
- agrarisch gebied: 71%
- bossen: 22%

De gemeente beslaat 15,83% van de totale oppervlakte van de powiat.

## Demografie
Stand op 30 juni 2006:
| Omschrijving                   | Totaal | Totaal | Vrouwen | Vrouwen | Mannen | Mannen |
| ------------------------------ | ------ | ------ | ------- | ------- | ------ | ------ |
| eenheid                        | aantal | %      | aantal  | %       | aantal | %      |
| inwoners                       | 7693   | 100    | 3931    | 51,1    | 3762   | 48,9   |
| bevolkingsdichtheid (inw./km²) | 49,9   | 49,9   | 25,5    | 25,5    | 24,4   | 24,4   |

In 2002 bedroeg het gemiddelde inkomen per inwoner 1144,88 zł.

## Administratieve plaatsen (sołectwo)
Budzów, Dębina, Gola, Jamy, Jastrzygowice, Kobyla Góra, Kozłowice, Krzyżańcowice, Nowa Wieś Oleska, Pakoszów, Pawłowice, Skrońsko, Uszyce, Zdziechowice.

## Aangrenzende gemeenten
Byczyna, Kluczbork, Łubnice, Olesno, Praszka, Radłów, Skomlin